# Наталија Лисовска
Наталија Венедиктовна Лисовска (рус. Наталья Венедиктовна Лисовская; рођена 16. јула 1962.) је бивша совјетска атлетичарка и актуелна светска рекордерка у бацању кугле.

## Каријера
Рођена у селу Алегазово у Бешкирској аутономној Совјетској Социјалистичкој Републици (данашњи Башкортостан), Лисовска се такмичила за СССР на Летњим олимпијским играма 1988. одржаним у Сеулу у Јужној Кореји, где је освојила златну медаљу. Лисовска држи светски рекорд у бацању кугле за жене (кугла тежине 4 килограма) са даљином од 22 метра и 63 сантиметара. Рекорд је постигла 7. јуна 1987. у Москви. Она такође има три најдаља хица свих времена.
Након окончања своје олимпијске каријере, добила је француско држављанство и такмичила се између 1999. и 2002. на неким локалним такмичењима у Француској.
Лисовска се удала за светског рекордера у бацању кладива Јурија Седиха и има ћерку Алексију која се такмичила у бацању кладива.